# Naglič
Naglič je priimek več znanih Slovencev:
- Andrej Naglič (*1978), cerkveni pravnik, kranjski župnik
- Anja Naglič (*1976), germanistka, prevajalka
- Breda Luthar (r. Naglič) (*1960), komunikologinja, univ. prof.
- Martin Naglič (1748—1795), duhovnik jezuit, jezikoslovec in pesnik
- Mateja Hribar Naglič (*1961), častnica SV
- Matija Naglič (1799—1854), kmet in bukovnik
- Matjaž Naglič (*1965), kitarist
- Metka Naglič, Amnesty International
- Miha Naglič (*1952), filozof, esejist, urednik, publicist
- Milan Naglič (1921—1987), podjetnik, gospodarstvenik, trgovec
- Miran Naglič (*1957), agronom
- Miroslav Naglič (*1963), elektronski podjetnik
- Monika Naglič - Levičnikova (1925—?), amaterska igralka
- Neža Naglič, glasbena improvizatorka: pianistka ...
- Peter Naglič (1883—1959), fotograf, podjetnik (z bratom Karlom)
- Peter Naglič (1922—?), prosvetni in politični delavec
- Rok Naglič, gorski kolesar
- Stanislav Naglič (1908—?), partizan, politični komisar
- Tomaž Naglič (*1989), smučarski skakalec
- Vinko Naglič (1921—?), gospodarstvenik, politik
- Vladimir Naglič (1896—1966), pomorščak in prevajalec
- Zlatko Naglič, pisatelj, scenarist